# La Celestina (filme)
La Celestina é um filme de drama espanhol de 1969 dirigido e escrito por César Fernández Ardavín. Foi selecionado como representante da Espanha à edição do Oscar 1970, organizada pela Academia de Artes e Ciências Cinematográficas.

## Elenco
- Julián Mateos - Calisto
- Elisa Ramírez - Melibea
- Amelia de la Torre - Celestina
- Hugo Blanco
- Gonzalo Cañas
- Heidelotte Diehl - Areúsa
- Eva Guerr - Lucrecia
- Eva Lissa - Alisa
- Antonio Mancho